# Solomon Judah Loeb Rapoport
Solomon Judah Löb Rapoport (hébreu: שלמה יהודה ליב הכהן רפפורט, Shlomo Yehouda Leib HaCohen Rapoport, acronyme שי"ר Shi"r) est un rabbin orthodoxe galicien du XIXe siècle (Lemberg, 1er juin 1790 – Prague, 16 octobre 1867). 
Partisan de la Haskala, il a contribué à lancer le mouvement de la Wissenschaft des Judentums.

## Éléments biographiques

### Jeunes années
Solomon Juda Lœb Rapoport naît en 1790 à Lemberg, alors rattachée au Royaume de Galicie et de Lodomérie, dépendant de l'Autriche, au sein d'une famille de Cohanim renommée. Son père, le Rav Aharon Hayim Rapoport, homme versé dans l'étude de la Torah et du Talmud, lui donne une éducation juive classique. L'enfant, mémorisant rapidement l'étude du Talmud et des décisionnaires, acquiert une réputation d’ilouï (prodige). Il se consacre uniquement à ses études jusqu'à l'âge de 20 ans, auquel il se marie. En tant qu’ilouï, il a droit à un shiddou'h (arrangement marital) particulièrement avantageux, épousant en 1810 la fille du Rav Aryeh Leib HaCohen Heller, auteur du Ktzot hahoshen, dont son gendre rédige un commentaire, ainsi que des novellæ sur la Torah, imprimées à la fin de son recueil, Avanei milouïm. Il continue à manger à la table de son père, jusqu'en 1817.

### Découverte d'un autre monde
Le Shi"r découvre le monde de la Haskala par la lecture du Guide des égarés de Maïmonide, puis par l'étude de l'allemand et du français, et de la littérature profane. Il se lie aussi à Nachman Krochmal, qui habite près de Lemberg.
Ses accointances avec les Maskilim, et ses critiques envers les mouvements ultra-orthodoxes, lui valent d'être excommunié par le rabbin de la ville. Le décret est cependant bientôt annulé par le conseil de Galicie, à la suite de sa plainte. Ses liens avec les Haredim se détériorent davantage, tandis que ceux avec les Maskilim galiciens, en particulier Joseph Perl, se renforcent.
Obligé de pourvoir à sa subsistance vers 1817, à la suite de troubles financiers du père, il devient caissier du fermage de la taxe sur la viande, un travail pénible n'étant pas fait pour le rendre plus populaire auprès des Juifs locaux. Parallèlement, il établit sa renommée dans les cercles érudits, à partir de 1824, se liant notamment à Samuel David Luzzatto.

### Contestataire et contesté
En 1832, le fermage de la viande tombe aux mains de ses adversaires. Sans revenus, il parvient, avec l'aide de ses amis Zunz et Luzzatto, à obtenir un poste de rabbin à Berlin ou en Italie, mais il ne pratique pas suffisamment pour convenir au premier poste, et ne possède pas de diplôme universitaire, requis pour l'autre. Les intellectuels juifs de Brody créent donc un commerce pour lui, le faisant superintendant. En 1837, il est nommé par l'entreprise de Joseph Perl et d'autres Maskilim, rabbin de Tarnopol Cependant, la congrégation, majoritairement opposée à la Haskala, ne lui ménage pas un bon accueil et, à la mort de Perl en 1839, il quitte Tarnopol pour devenir en 1840 rabbin de Prague.
Il se consacre à l'écriture, mais ses nombreuses polémiques le détournent de la recherche, et diminuent sa méthode et ses opinions aux yeux de ses collègues.

### Dernières années
En 1860, il se voit offrir à l'occasion de ses 70 ans une édition spéciale. Il parvient encore, dans ses dernières années, à influencer le jeune Peretz Smolenskin, de passage à Prague, où il décède en 1867. La plupart de sa correspondance est éditée à titre posthume.

## Œuvre

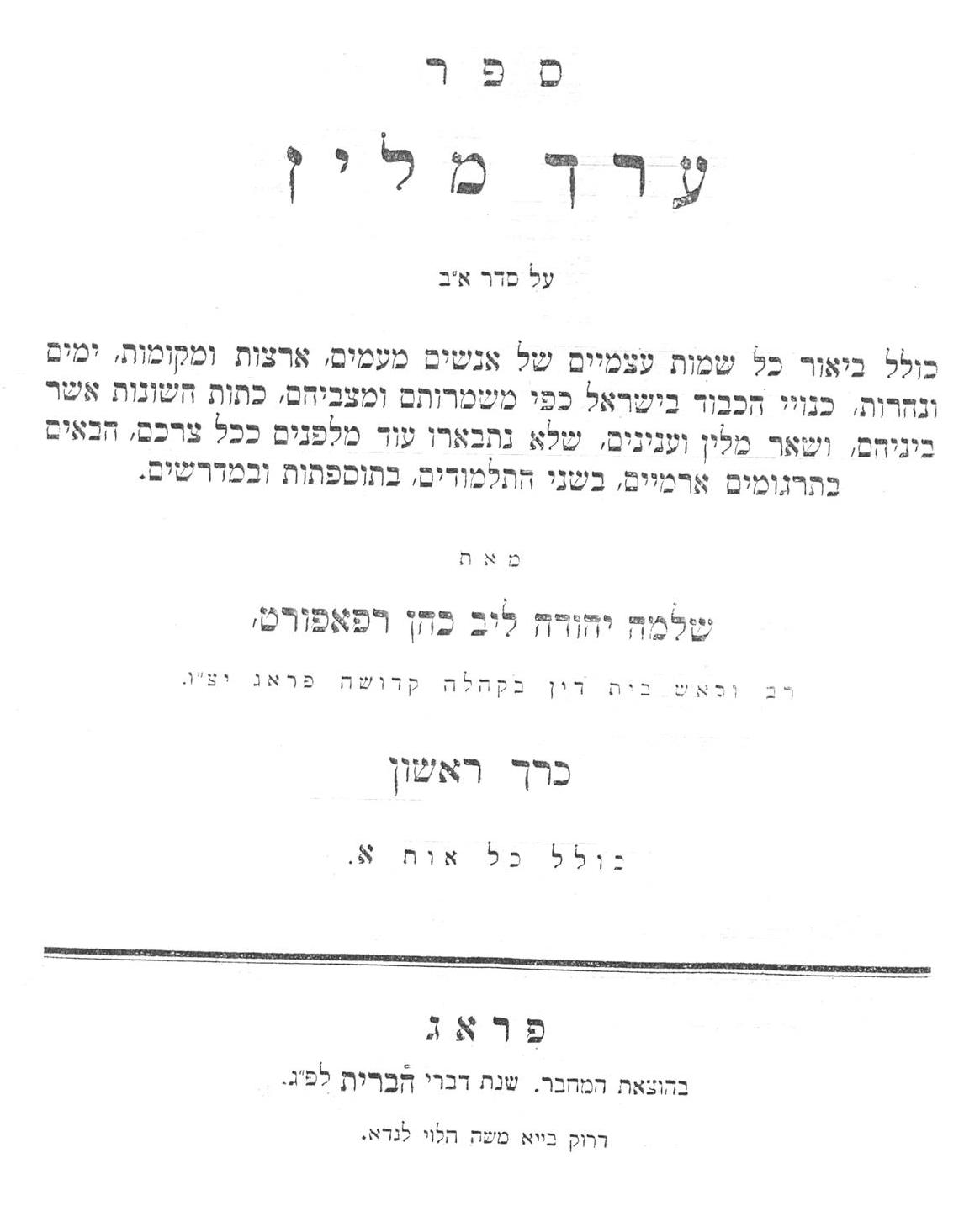
Erekh Millin, l'un de ses plus importants travaux, demeuré inachevé.

Solomon Judah Löb Rapoport se lance dans la même investigation critique des sources que Leopold Zunz, Isaac Markus Jost et Nachman Krochmal, qui l'ont précédé dans cette voie, mais dont il se montre tout à fait indépendant. De plus, il se différencie des deux premiers par la profondeur et l'exhaustivité de ses recherches, ainsi que par sa précision et sa minutie.

### Premiers travaux
Ses premiers écrits sont des poèmes et des traductions, notamment de l'Esther de Racine et de la poésie de Schiller.
En 1824, il écrit un article pour Bikkoure ha'Ittim, un journal tenu par les Maskilim, sur les tribus juives indépendantes d'Arabie saoudite et d'Abyssinie. Bien que cet article lui vaille une certaine réputation, celle-ci sera définitivement établie par ses biographies sur des sages juifs médiévaux.

### Biographies
Avec son article sur Saadia Gaon, publié dans le même journal en 1829, il est le premier à pouvoir établir des dates et apporter des éclaircissements sur la vie de Saadia Gaon et son temps. Il en fera de même pour Nathan ben Yehiel, Haï Gaon, Eleazar HaQalir (Bikkoure ha'Ittim, 1840-41), Rabbenou Hananel et Rabbenou Nissim (ibid., 1842).

### Polémique
Le Shi"r, orthodoxe et strictement observant mais adepte de la Haskala, se trouve à la croisée de nombreux chemins, et a entretenu une correspondance (le plus souvent polémique) avec les Maskilim radicaux et réformés, avec S.D. Luzzatto, Zvi Hirsch Chajes, Eliakim Carmoly et d'autres.
Il soutient, encore que tièdement, Zacharias Frankel contre les attaques de Samson Raphael Hirsch, représentant de l'orthodoxie moderne, dans son Dibre Shalom we-Emet (Prague 1861). Il s'attaque en revanche avec force aux Hassidim, qui rejettent l'étude, qu'aux Mitnagdim, qui la limitent au domaine du Talmud et du pilpoul, dans un pamphlet intitulé Ner Mitzva, et dans l'un de ses Nahalat Yehouda (1861). 
Cependant, c'est en défenseur de la tradition juive qu'il écrit Torah Or et un autre Nahalat Yehouda (Cracovie 1868), en réaction aux opinions radicales exprimées par Abraham Geiger dans son Urschrift, critique Isaac Markus Jost dans son Tokahat Megoula (une lettre ouverte à l'assemblée rabbinique de Francfort-sur-le-Main en 1845, publiée avec une traduction allemande de Raphael Kirchheim, Francfort-sur-le-Main, 1846) pour avoir suivi la même voie, et s'oppose ouvertement à cette convention rabbinique de Francfort-sur-le-Main en 1845, où sont généralisées les bases de la réforme du judaïsme en Allemagne.
Il a publié sa correspondance avec S.D. Luzzatto (dont un article sur les Khazars, les Dix tribus perdues, et les Karaïtes lui permet de regagner l'amitié) sous le titre de Zikkaron la-Aharonim (Vilna, 1881), et d'autres pièces sous le titre d’Iggerot Shir (Przemysl, 1885)

### Autres
Parmi ses autres travaux, les plus importants sont :
- ses notes à la traduction anglaise des Voyages de Benjamin de Tudèle (Londres, 1840-41).
- Erekh Millin, un dictionnaire encyclopédique sur le judaïsme (part i., Prague, 1852), demeuré inachevé.
- Nahalat Yehouda, amendements sur le Ben Yoḥai de M. Kuniz (Lemberg, 1873).

## Sources
- (he) Shlomo Yehouda Rapoport sur le site daat
- (en) « Solomon Judah Loeb Rapoport », dans Encyclopædia Britannica [détail de l’édition], 1911 (lire sur Wikisource).
- Cet article contient des extraits de l'article « Solomon Judah Löb Rapoport » par Isidore Singer, Jacob Zallel Lauterbach, Emil Jelinek, A. S. Waldstein, Peter Wiernik, Max Seligsohn et Frederick T. Haneman de la Jewish Encyclopedia de 1901–1906 dont le contenu se trouve dans le domaine public.